# Zadní Újezd
Zadní Újezd – wieś, część gminy Medlov, położona w kraju ołomunieckim, w powiecie Ołomuniec, w Czechach.